# Nagusek
Nagusek (Cheiromeles) – rodzaj ssaków z podrodziny molosów (Molossinae) w obrębie rodziny molosowatych (Molossidae).

## Rozmieszczenie geograficzne
Do rodzaju należą dwa gatunki zamieszkujące Azję Południowo-Wschodnią: C. torquatus występujący od Malezji na Półwyspie Malajskim do Borneo, i na wschód aż do Filipin, podczas gdy C. parvidens ma nieco mniejszy zasięg, można go spotkać na wyspie Celebes i Filipinach.

## Morfologia
Długość ciała (bez ogona) 104,5–180 mm, długość ogona 54,3–75 mm, długość ucha 24,1–29 mm, długość tylnej stopy 21–27 mm, długość przedramienia 65–90 mm; masa ciała 73–196 g.

## Systematyka
Rodzaj zdefiniował w 1824 roku angielski przyrodnik Thomas Horsfield w publikacji swojego autorstwa zatytułowanej Badania zoologiczne na Jawie i sąsiedniej wyspie. Gatunkiem typowym jest (oznaczenie monotypowe) nagusek obrożny (Ch. torquatus).

### Etymologia
- Cheiromeles: gr. χειρ kheir, χειρος kheiros ‘ręka’; μέλος melos ‘kończyna’[8] lub gr. χειρ kheir, χειρος kheiros ‘ręka’; łac. meles ‘borsuk’[9][10].
- Chiropetes: gr. χειρ kheir, χειρος kheiros ‘ręka’; πετομαι petomai ‘latać’[11].

### Podział systematyczny
Do rodzaju należą następujące gatunki:
- Cheiromeles parvidens G.S. Miller & Hollister, 1921 – nagusek sulaweski
- Cheiromeles torquatus Horsfield, 1824 – nagusek obrożny